# Gobierno Territorial Autónomo Awajún
El Gobierno Territorial Autónomo Awajún (GTAA) es un gobierno autónomo de base indígena awajún en la selva central del Perú. Fue creado el 17 y 18 de diciembre del año 2021 en la localidad de Chiriaco en el distrito de Imaza, provincia de Bagua en el departamento de Amazonas. Es el segundo gobierno territorial autónomo conformado en Perú, luego de que se creó el Gobierno Autónomo Territorial de la Nación Wampís (GTANW) en 2015.
Su autoridad y gobierno abarca territorios específicos de las regiones de Amazonas, Loreto, Cajamarca y San Martín donde habitan pobladores indígenas awajún.
La creación de este órgano de gobierno autónomo ha sido en función al Convenio 169 de la OIT sobre pueblos indígenas, instrumento legal de derecho internacional que reconoce los derechos colectivos de los Pueblos Indígenas y Tribales.

## Ubicación geográfica
Los miembros del pueblo indígena awajún ocupan las regiones peruanas de Amazonas, Loreto, Cajamarca y San Martín, territorio que comprende la extensión de 3 millones de hectáreas y comprende 488 localidades, de las cuales 245 son comunidades nativas.
La cuenca hídrica más importante de este territorio es el río Marañon, que constituye el eje vertebral del territorio awajún, en el confluyen los ríos Chiriyaku, Cenepa, Nieva, Santiago, Apaga - Yurapaga, Potro y Cahuapanas.

## Demografía
La Base de Datos de Pueblos Indígenas u Originarios (BDPI) del Ministerio de Cultura del Perú señala que el pueblo awajún cuenta con 70 468 personas  que viven en las localidades pertenecientes a dicho pueblo indígena,  de ellas 56,584 practican la lengua Awajún como lengua materna.
En el territorio del pueblo awajún no habitan miembros en situación de aislamiento o contacto inicial.

## Objetivo
El Gobierno Territorial Autónomo Awajún ha sido creado con la finalidad de ejercer con plenitud el derecho a la libre determinación de los pueblos indígenas a fin de fortalecer la institucionalidad consuetudinaria, y defender así como conservar perpetuamente el medio ambiente y sus componentes comprendidos en su territorio, como consecuencia de ello garantizar la seguridad jurídica de otros derechos humanos colectivos como los derechos lingüísticos, derechos culturales, derechos de autor, entre otros.
El pueblo Awajún busca para su territorio el tajimat pujut , que significa 'buen vivir' o 'vida plena'.